# بخش د کلون
بخش د کلون (به اسپانیایی: Partido de Colón) یک منطقهٔ مسکونی در آرژانتین است که در استان بوئنوس آیرس واقع شده‌است. بخش د کلون ۱٬۰۲۲ کیلومتر مربع مساحت و ۲۳٬۱۷۹ نفر جمعیت دارد.